# Partida de Sant Pere Màrtir
La partida de Sant Pere Màrtir és una de les quatre partides en què està dividit el vinyet de Solsona. Amb una extensió de 2,76 km², està situada al quadrant nord-occidental del terme municipal. Pel costat de llevant limita amb el riu Negre i per la banda sud, amb el camí que mena de Solsona al Castellvell. La partida pren el nom de la capella de Sant Pere Màrtir.

## Llista de masies
| Masia                         | Imatge          | Descripció | Coordenades                                                  | Altitud | Època     | Estil        | Estat      |
| ----------------------------- | --------------- | --- | ------------------------------------------------------------ | ------- | --------- | ------------ | ---------- |
| Ca la Miquela                 | Ca la Miquela   | Cabana situada a la Vinya del Palós, a l'altiplà del nord de la riera de l'Olmeda. | 42° 0′ 10.74″ N, 1° 30′ 22.90″ E / 42.0029833°N,1.5063611°E  | 706 m   |           | Obra popular | Habitable  |
| Ca l'Alguer o Ca l'Algué      |                 | Situada a l'extrem nord de la partida de Sant Pere Màrtir a un centenar de metres de la riba dreta del riu Negre | 42° 0′ 43.4″ N, 1° 30′ 29.1″ E / 42.012056°N,1.508083°E      | 700 m   | segle xix | Obra popular | Habitable  |
| Cabana de Pallarès            |                 | Cabana situada a 150 metres al NE de la Mare de la Font. | 42° 0′ 12.37″ N, 1° 30′ 13.68″ E / 42.0034361°N,1.5038000°E  | 708 m   |           | Obra popular | Habitable  |
| Cabana del Llac               | Cabana del Llac | Masia amb l'estructura de cabana situada al vessant dret del riu Negre, a l'extrem nord de la partida. Té la façana principal orientada cap al sud. | 42° 0′ 53.90″ N, 1° 30′ 29.35″ E / 42.0149722°N,1.5081528°E  | 697 m   |           | Obra popular | Enrunada   |
| Cabana del Sarri o Cal Sarri  |                 | Antiga masia amb l'estructura de cabana que ha estat molt modificada i que es troba al peu del vessant sud-oriental del serrat de Cal Trinxet i a poc més de 650 metres al NO del barri de la Creu Blanca. Té la façana principal orientada cap al sud-est. | 42° 0′ 53.90″ N, 1° 30′ 29.35″ E / 42.0149722°N,1.5081528°E  | 720 m   | Segle XX  | Obra popular | Restaurada |
| Cabana del Ton                | Cabana del Ton  | Masia que es troba al peu del vessant de llevant de Castellvell, a l'altiplà del serrat del Mingo. Té la façana principal orientada cap al sud. | 41° 59′ 47.85″ N, 1° 30′ 22.07″ E / 41.9966250°N,1.5061306°E | 727 m   | Segle XX  | Obra popular | Habitable  |
| Cabana Sabatera               |                 | |                                                              |         |           |              |            |
| Cal Barrera                   |                 | |                                                              |         |           |              |            |
| Cal Barrereta                 |                 | |                                                              |         |           |              |            |
| Cal Billot                    |                 | |                                                              |         |           |              |            |
| Cal Joan o Cal Jan            | Cal Joan        | Masia situada a la part nord de la partida, entre la falda de llevant del serrat de Cal Trinxet i el riu Negre que transcorre a menys d'un centenar de metres a llevant de la casa.                                                                         | 42° 0′ 31.46″ N, 1° 30′ 33.98″ E / 42.0087389°N,1.5094389°E  | 700 m   | 1857      | Obra popular | Restaurada |
| Cal Macari                    |                 | |                                                              |         |           |              |            |
| Cal Miqueló                   |                 | |                                                              |         |           |              |            |
| Cal Musset de Baix            |                 | |                                                              |         |           |              |            |
| Cal Musset de Dalt            |                 | |                                                              |         |           |              |            |
| Cal Pallargues                | Cal Pallargues  | Cabana situada a la falda de llevant del serrat de Cal Trinxet, a uns 130 m al nord-est de Cal Trinxet de la Costa i a 175 m a ponent de Cal Joan. | 42° 0′ 31.8″ N, 1° 30′ 25.9″ E / 42.008833°N,1.507194°E      | 713 m   | segle xix | Obra popular | Habitable  |
| Cal Pensí                     |                 | |                                                              |         |           |              |            |
| Cal Pinyana                   |                 | |                                                              |         |           |              |            |
| Cal Pixarada                  |                 | |                                                              |         |           |              |            |
| Cal Porrons                   |                 | |                                                              |         |           |              |            |
| Cal Prat                      |                 | |                                                              |         |           |              |            |
| Cal Robert                    |                 | |                                                              |         |           |              |            |
| Cal Soca                      |                 | |                                                              |         |           |              |            |
| Cal Sotaterra                 |                 | |                                                              |         |           |              |            |
| Cal Trinxet de la Costa       |                 | |                                                              |         |           |              |            |
| Casa Bonavista                |                 | |                                                              |         |           |              |            |
| Casa Nova de Sant Pere Màrtir |                 | |                                                              |         |           |              |            |
| El Tros                       |                 | |                                                              |         |           |              |            |
| Els Arcs                      |                 | |                                                              |         |           |              |            |
| La Teuleria                   |                 | |                                                              |         |           |              |            |
| Pallarès Vell                 |                 | |                                                              |         |           |              |            |
| Torre Caín                    |                 | |                                                              |         |           |              |            |